# 燦爛樸麗魚
燦爛樸麗魚，為輻鰭魚綱鱸形目隆頭魚亞目慈鯛科的其中一種，分布於非洲烏干達Kijanebalola湖流域，棲息深度3-6公尺，體長可達8.5公分，棲息在沿岸淺水域，以仔魚為食，生活習性不明。

## 擴展閱讀
維基物種上的相關：燦爛樸麗魚